# Surinaamse parlementsverkiezingen 1898
De Surinaamse parlementsverkiezingen in 1898 vonden plaats in maart en april van dat jaar. 
Er konden drie leden voor de Koloniale Staten gekozen worden in verband met het periodiek aftreden van T.L. Ellis, C.J. Heylidy en J.R.C. Gonggrijp.
| Kandidaat                                           | Stemmen in de eerste ronde | Stemmen in de tweede ronde | resultaat |
| --------------------------------------------------- | -------------------------- | -------------------------- | --------- |
| J.E. Abarbanel                                      | 27                         | -                          | x         |
| D. Coutinho                                         | 157                        | 210                        | gekozen   |
| T.L. Ellis                                          | 214                        | -                          | gekozen   |
| J.R.C. Gonggrijp                                    | 113                        | -                          | x         |
| J.O. Harken                                         | 126                        | 83                         | x         |
| C.J. Heylidy                                        | 221                        | -                          | gekozen   |
| R.A.P.C. O'Ferrall                                  | 77                         | -                          | x         |
| zeventien andere personen met minder dan 25 stemmen |                            |                            |           |

Bij deze verkiezingen mochten alleen mannen die aan bepaalde voorwaarden voldeden (censuskiesrecht) stemmen. Bij de eerste ronde in waren er 328 geldig uitgebrachte stembiljetten waarbij een kiezer voor meer dan een kandidaat kon stemmen. Er waren drie zetels te verdelen en om in de eerste ronde gekozen te kunnen worden had een kandidaat de stem nodig van meer dan de helft van de geldig uitgebrachte stembiljetten (minstens 165 stemmen). Twee kandidaten voldeden aan die voorwaarde. Bij de 'herstemming' met de twee overgebleven kandidaten kreeg Coutinho de meeste stemmen zodat hij verkozen werd tot Statenlid.
Na deze verkiezingen had de Koloniale Staten de volgende dertien leden:
| Naam                  | Gepland jaar van aftreding | Bijzonderheden |
| --------------------- | -------------------------- | -------------- |
| C.J. Heylidy          | 1904                       | voorzitter     |
| A. Salomons           | 1902                       | vicevoorzitter |
| I. da Costa*          | 1899                       |                |
| A. van 't Hoogerhuys* | 1899                       |                |
| S.M. Swijt*           | 1899                       |                |
| R.A. Tammenga*        | 1899                       |                |
| F.C. Curiel           | 1900                       |                |
| J.E. Muller           | 1900                       |                |
| G.J. Vanier           | 1900                       |                |
| F.C. Gefken           | 1902                       |                |
| M.S. van Praag        | 1902                       |                |
| D. Coutinho           | 1904                       |                |
| T.L. Ellis            | 1904                       |                |

* = benoemd door de gouverneur